# Jan Świrski
Jan Świrski herbu Szaława (zm. 1748) – podstoli kamieniecki w latach 1732-1746, sędzia pograniczny podolski w latach 1732-1739, sędzia graniczny latyczowski w 1732 roku, podstarości latyczowski w 1732 roku.
Był posłem województwa podolskiego na sejm 1732 roku.